# Michael McGovern
Michael McGovern (Enniskillen, 1984. július 12. –) északír válogatott labdarúgókapus, a Norwich City játékosa.
Az Északír válogatott tagjaként részt vett a 2016-os Európa-bajnokságon.

## Sikerei, díjai
Celtic
- Skót kupa (2): 2003–04, 2006–07

Ross County
- Skót kupadöntős (1): 2009–10